# Erozja denna

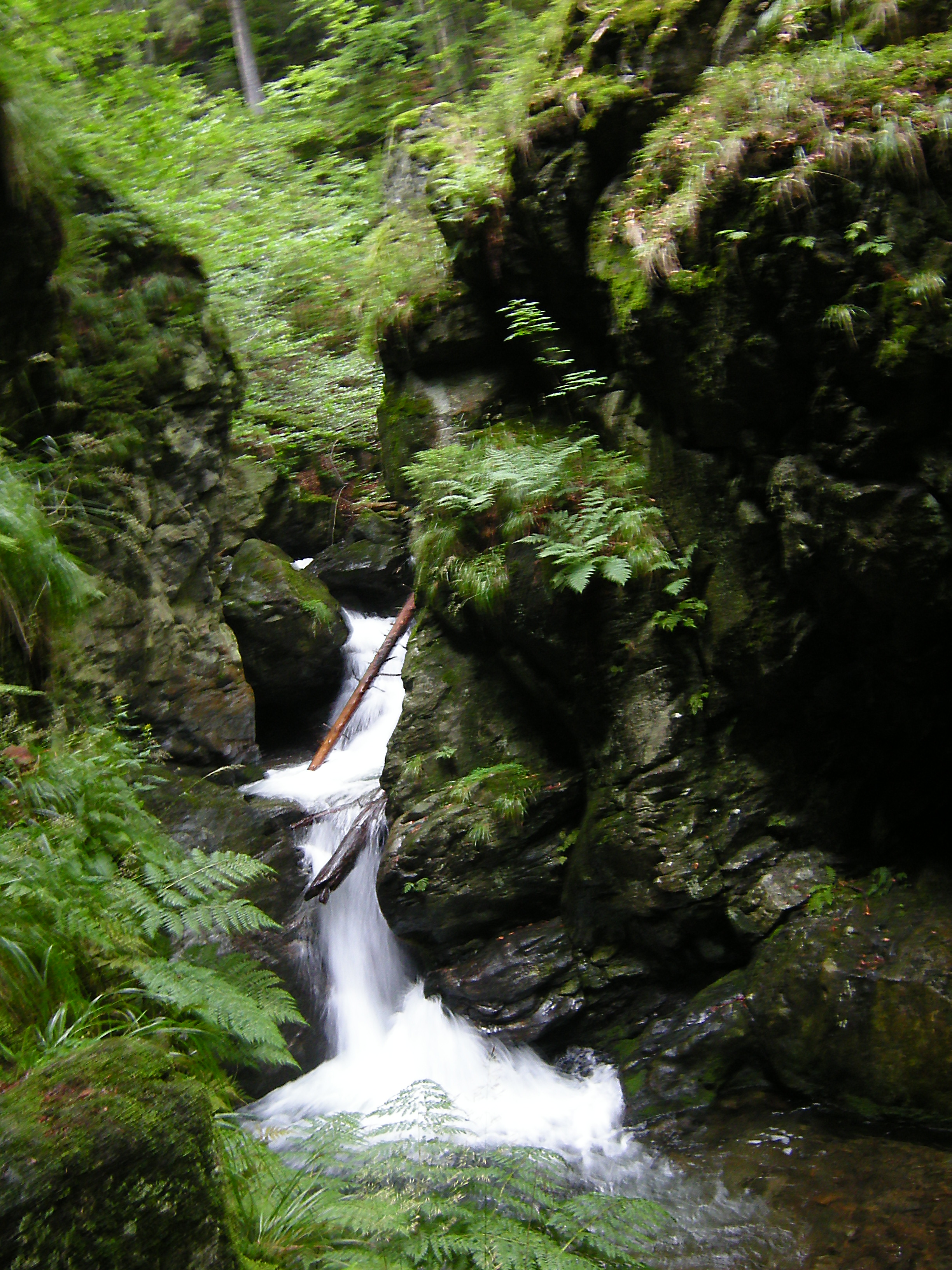
Wodospady są przykładem działania erozji wgłębnej

Erozja denna inaczej erozja wgłębna – erozja prowadząca do pogłębienia koryta rzecznego i doliny rzecznej. Działa przede wszystkim w górnym biegu rzeki, gdzie spadek jest duży i wody mogą wymywać i  transportować duże ilości materiału skalnego. Erozja denna odbywa się przede wszystkim na drodze abrazji rzecznej przez tarcie o dno koryta głazami wleczonymi po nim. Efektem erozji dennej jest tworzenie się głębokich, coraz węższych dolin w kształcie litery V o stromych brzegach, stopniowo się osypujących i ulegających złagodzeniu.
Erozja denna o dużym nasileniu występuje także poniżej zapór wodnych, gdy są to ostatnie (licząc w kierunku ujścia) zapory na rzece. Woda spadająca z zapory na płytszy odcinek rzeki pogłębia jej dno, niszczy koryto i powoduje, że poziom wody obniża się aż do uniemożliwienia żeglugi przez śluzę. Woda taka nie niesie przy tym materiału skalnego i mineralnego, który wypełniałby ubytki w dnie, bo zatrzymuje go zapora. Jedynym sposobem zapobiegania takiej erozji jest podwyższenie poziomu rzeki poniżej zapory poprzez budowę następnej, położonej niżej. Ciąg zapór ostatecznie musi dojść aż do odcinka rzeki, na którym naturalna głębokość jest stała i na tyle duża, by spadająca woda nie niszczyła dna. W Polsce przykładem stopni wodnych, poniżej których wystąpiła znaczna erozja denna, są stopnie wodne w Brzegu Dolnym na Odrze oraz Przewóz w Krakowie i Włocławku na Wiśle.